# Conopophaga melanogaster
El jejenero ventrinegro o toco toco de vientre negro  (Conopophaga melanogaster) es una especie de ave paseriforme de la familia Conopophagidae perteneciente al género Conopophaga. Es nativa del sur de la Amazonia en Sudamérica.

## Distribución y hábitat
Se distribuye en la baja Amazonia brasileña, al sur del río Amazonas, desde la margen oriental del río Madeira hacia el este hasta ambas márgenes del río Tapajós y hacia el sur hasta el norte de Rondônia, y desde la margen oriental del río Xingú hacia el este hasta la margen occidental del río Tocantins; la presencia en áreas intermediarias no está confirmada. También, un único espécimen fue registrado en el noroeste de Bolivia (noroeste de Beni), pero está abierto a cuestionamientos. Hay registros publicados de observaciones en el lado oeste del río Teles Pires (alto Tapajós), cerca de Alta Floresta, pero se requiere documentación inequívoca para confirmar su presencia en esta región.
Esta especie es considerada poco común y local en su hábitat natural: el sotobosque de selvas húmedas de baja altitud, hasta los 700 m.

## Sistemática

### Descripción original
La especie C. melanogaster fue descrita por primera vez por el naturalista francés Édouard Ménétries en 1835 bajo el mismo nombre científico; la localidad tipo es: «Cuiabá; error = Río Madeira, Brasil».

### Etimología
El nombre genérico femenino «Conopophaga» se compone de las palabras del griego «κωνωψ kōnōps, κωνωπος kōnōpos»: jején, y «φαγος phagos»: comer; significando «que come jejenes»; y el nombre de la especie «melanogaster», se compone de las palabras del griego «μελανος melanos»: negro  y «γαστηρ gastēr»: vientre; significando «de vientre negro».

### Taxonomía
En el pasado, fue colocada algunas veces en un género propio Pseudoconopophaga, con base principalmente en su tamaño mayor. Las afinidades no están claras, pero la vocalización y la biogeografía sugieren que está más próxima al grupo centrado en Conopophaga lineata. La forma propuesta C. melanogaster rusbyi Allen, 1889, baseada en un único espécimen de Bolivia, no es distinguible. Es monotípica.